# Brachioxena pakistanella
Brachioxena pakistanella är en fjärilsart som beskrevs av Hans Georg Amsel 1970. Brachioxena pakistanella ingår i släktet Brachioxena och familjen vecklare. Inga underarter finns listade i Catalogue of Life.